# فتح أباد (شاهين دج)
فتح أباد هي قرية في مقاطعة شاهين دج، إيران. عدد سكان هذه القرية هو 491 في سنة 2006.